# Paulo Rebelo Costinha
Paulo Rebelo Costinha (Braga, 22 de Setembro de 1973) é um ex-futebolista português que jogava como guarda-redes.

## Carreira
Costinha representou a Seleção Portuguesa de Futebol, nas Olimpíadas de 1996, que terminou em quarto lugar. 
Jogou em vários clubes de topo do futebol português, e no Tenerife, do campeonato espanhol. No final da época 2008/2009, ao fim de três épocas a representar o Clube de Futebol Os Belenenses, retirou-se do futebol.
Actualmente é Presidente da Academia Costifoot em Leiria e Presidente da Aktiv Sports Management.